# Медолюб східний
Медолюб східний (Microptilotis cinereifrons) — вид горобцеподібних птахів родини медолюбових (Meliphagidae). Ендемік Папуа Нової Гвінеї.

## Поширення і екологія
Східні медолюби мешкають на півострові Папуа. Вони живуть в тропічних і мангрових лісах, в парках і садах, на болотах.